# Any Ventura
Ana María Ventura (Buenos Aires, 12 de junio de 1949), conocida como Any Ventura, es una periodista, socióloga, conductora, escritora y locutora argentina.

## Biografía
Su padre era de extracción sefardí y nacido en Bulgaria y su madre era de origen azquenazi. Estudió en la facultad de Ciencias Sociales de la Universidad de Buenos Aires donde consiguió el título de licenciada en sociología. Comenzó a militar en la época de la dictadura tras acercarse a la CGT de los Argentinos de Ongaro, y también cerca de la JP siendo militante peronista. Junto a su primer marido montaron una revista llamada Movimiento que era de la JP.
Desde 1977 es periodista especializada en reportajes a grandes personajes, escribe columnas de opinión, política y actualidad social. Comenzó su carrera en el Diario La opinión,
El 4 de febrero de 2016 exclamó en Bendita TV que «los árabes en Israel violan mujeres en secreto», dichos por los que fue criticada por el Diario Sirio-Libanés y el Club Sirio-Libanés de Buenos Aires y de los que nunca se retractó.
En televisión condujo los ciclos Déjalo ser, Una puerta entreabierta y Octavo mandamiento. Fue panelista de programas como Debate de Gran Hermano, Yo amo a la TV (que ocasionalmente conducía), El martillo y Bendita Tv.
Escribió notas para medios gráficos como diarios La nación, Clarín, Caras, Popular, las revistas Para ti, El periodista, Gente, Caras y Caretas, Humor, Súper Humor, Somos y El gráfico, entre otros.
Como locutora trabajó en emisoras como Radio Rivadavia, Radio del Plata (Animate, junto a Ángel de Brito), Radio Mitre y Radio Belgrano, entre otros.
Como escritora publicó varios libros como Sin anestesia, Jorge Antonio, el hombre que sabe demasiado y Los intendentes, todos ellos publicados en 1982. En 1995 publicó Las que mandan.
Fue, entre otras cosas, la última periodista en entrevistar al ex dictador, el general Alejandro Lanusse.
Tiene tres hijos: Federico, Florencia y Micaela, dos son frutos de su primera pareja que duró tres años (se casó a los 17 años) y luego tuvo una hija de otro matrimonio, que duró veinticuatro años. Hasta el 2015 y por 14 años estuvo en pareja con Beto Montoriano.

## Televisión
- 2025: Duro de domar, con la conducción de Pablo Duggan, C5N.
- 2013: Malas muchachas, con Carmen Barbieri y Moria Casán, C5N.
- 2010-2017: Octavo mandamiento, Metro.
- 2009-: BenditaTV, con la conducción de Beto Casella, El Nueve.
- 2002-2003: Gran Hermano 3, conducido por Mariano Peluffo, Telefe.
- 1999-2000: El martillo, América.
- 1998-2000: Yo amo a la TV, con la conducción de Andrés Percivale, América.
- 1985: Una puerta entreabierta, con Mauricio Abadi, José Enrique Miguens y Gonzalo Marín.

## Libros
- 2015: Fernando Espinoza. Vida y secretos de un militante. (Libro proselitista sobre el controvertido intendente de La Matanza).
- 2008: Antonio Carrizo: "mi antepasado soy yo".
- 1995: Las que mandan (las mujeres que mandaban en la época menemista).
- 1982: Sin anestesia.
- 1982: Jorge Antonio, el hombre que sabe demasiado (Jorge Antonio, el hombre que en España era el encargado de recibir a la gente que entraba a Puerta de Hierro donde emigró Juan Domingo Perón)
- 1982: Los intendentes.